# Ugly (canción)
«Ugly» es una canción del grupo británico Sugababes lanzada el 5 de diciembre de 2005 en el Reino Unido como el segundo sencillo de su cuarto álbum de estudio, Taller in More Ways (2005). Escrita y producida por Dallas Austin, la inspiración para la canción se conceptualizó en medio de la lectura de comentarios negativos sobre los miembros de la banda. 
"Ugly" es una balada de pop rock de medio tiempo que contiene letras sobre problemas de personalidad e imagen corporal. Recibió comparaciones con "Unpretty" del grupo femenino TLC y "Beautiful" de Christina Aguilera. "Ugly" es el último sencillo de la banda lanzado bajo la segunda formación de Sugababes, después de Mutya Buena dejara el grupo el 21 de diciembre de 2005..
La canción llegó al número tres en la UK Singles Chart del Reino Unido. Alcanzó el éxito comercial internacional, donde alcanzó los cinco primeros puestos en Dinamarca y Nueva Zelanda, y los diez primeros en la República Checa, Finlandia, Hungría, Irlanda, Países Bajos y Noruega.

## Video musical
El video musical de "Ugly" fue dirigido por Toby Tremlett y filmado el 1 de noviembre de 2005. Está ambientado en un almacén en la ciudad de Nueva York y presenta a personas de diferentes edades y razas mostrando sus talentos. 

## Lista de canciones
| CD Sencillo 1. "Ugly" (Radio Edit) - 3:02 2. "Come Together" - 3:52 | CD maxi 1. "Ugly" (Album Version) - 3:50 2. "Future Shokk!" - 4:05 3. "Ugly" (The Desert Eagle Discs Remix) - 4:13 4. "Ugly" (Suga Shaker Vocal Mix) - 5:42 5. Video |

## Posicionamiento en listas
| Lista (2005–2006)                           | Máxima posición |
| ------------------------------------------- | --------------- |
| Alemania (Offizielle Deutsche Charts)       | 26              |
| Australia (ARIA)                            | 13              |
| Austria (Ö3 Austria Top 40)                 | 14              |
| Bélgica (Valonia) (Ultratip Bubbling Under) | 8               |
| Bélgica (Flandes) (Ultratop 50)             | 13              |
| Dinamarca (Tracklisten)                     | 4               |
| Dinamarca (Airplay danés)                   | 3               |
| Escocia (Scottish Singles Sales Chart)      | 4               |
| Eslovaquia (Rádio Top 100)                  | 68              |
| Europa (European Hot 100)                   | 11              |
| Finlandia (OFC)                             | 8               |
| Grecia (IFPI)                               | 38              |
| Hungría (Rádiós Top 40)                     | 7               |
| Hungría (Dance Top 40)                      | 14              |
| Irlanda (IRMA)                              | 7               |
| Nueva Zelanda (Recorded Music NZ)           | 5               |
| Noruega (VG-lista)                          | 9               |
| Países Bajos (Dutch Top 40)                 | 7               |
| Países Bajos (Mega Single Top 100)          | 13              |
| Reino Unido (UK Singles Chart)              | 3               |
| República Checa (Rádio Top 100)             | 8               |
| Suecia (Sverigetopplistan)                  | 18              |
| Suiza (Schweizer Hitparade)                 | 19              |